# Ukulele
| I denna artikel     |
| används tonnamnen   |
| Bess (B♭) och B.    |
| Se olika skrivsätt. |

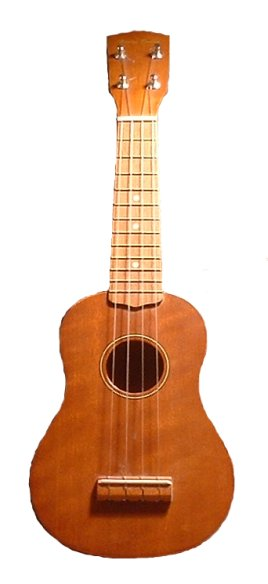
Ukulele.

Ukulele (lyssna (fil)) är ett litet fyrsträngat stränginstrument med ursprung i Portugal. Den fick stor spridning på Hawaiiöarna under 1800-talet och spred sig vidare till europeisk och amerikansk musik under 1920-talet. Ukulelen finns vanligtvis i fyra storlekar (Sopran, Concert, Tenor och Baryton). Ordet ukulele betyder ungefär "hoppande loppa".
Ukulelen (sopran- och concertukulelen) stäms vanligen (strängarna uppifrån och ned) A, D, F# (fiss), B (H) (ett D6-ackord eller bm7-ackord) eller (i USA) G, C, E, A (ett C6-ackord eller am7-ackord). Barytonukulelen stäms D, G, B, E (som fyra högsta på en gitarr), vilket ger ett G6-ackord eller em7-ackord. Tenorukulelen stäms som sopran- eller barytonukulelen. Den första strängen (A vid D6-stämning) kan stämmas högre än övriga strängar (dvs i samma oktav), eller en oktav ned.
Ukulelens relativt svaga ljudvolym gör att instrumentet har svårt att göra sig hört i orkestersammanhang. Därför utvecklades (runt 1920) banjoversioner av ukulelen. Denna så kallade "banjolele" har ett starkare ljud än den ursprungliga ukulelen, men stäms på samma sätt och har i övrigt ungefär samma ljudkaraktär.
Ukulelen finns med olika utformningar av resonanslådan. Bland annat har den så kallade fluke-ukulelen en resonanslåda som i formen påminner något om en balalajka. Ukulelen förekommer också med elektrisk förstärkning med såväl vanliga ljudupptagande mikrofoner som piezomikrofoner. Ovanligare, men förekommande är, el-ukulele med stålsträngar och magnetmikrofoner.